# Jacob K. Shafer

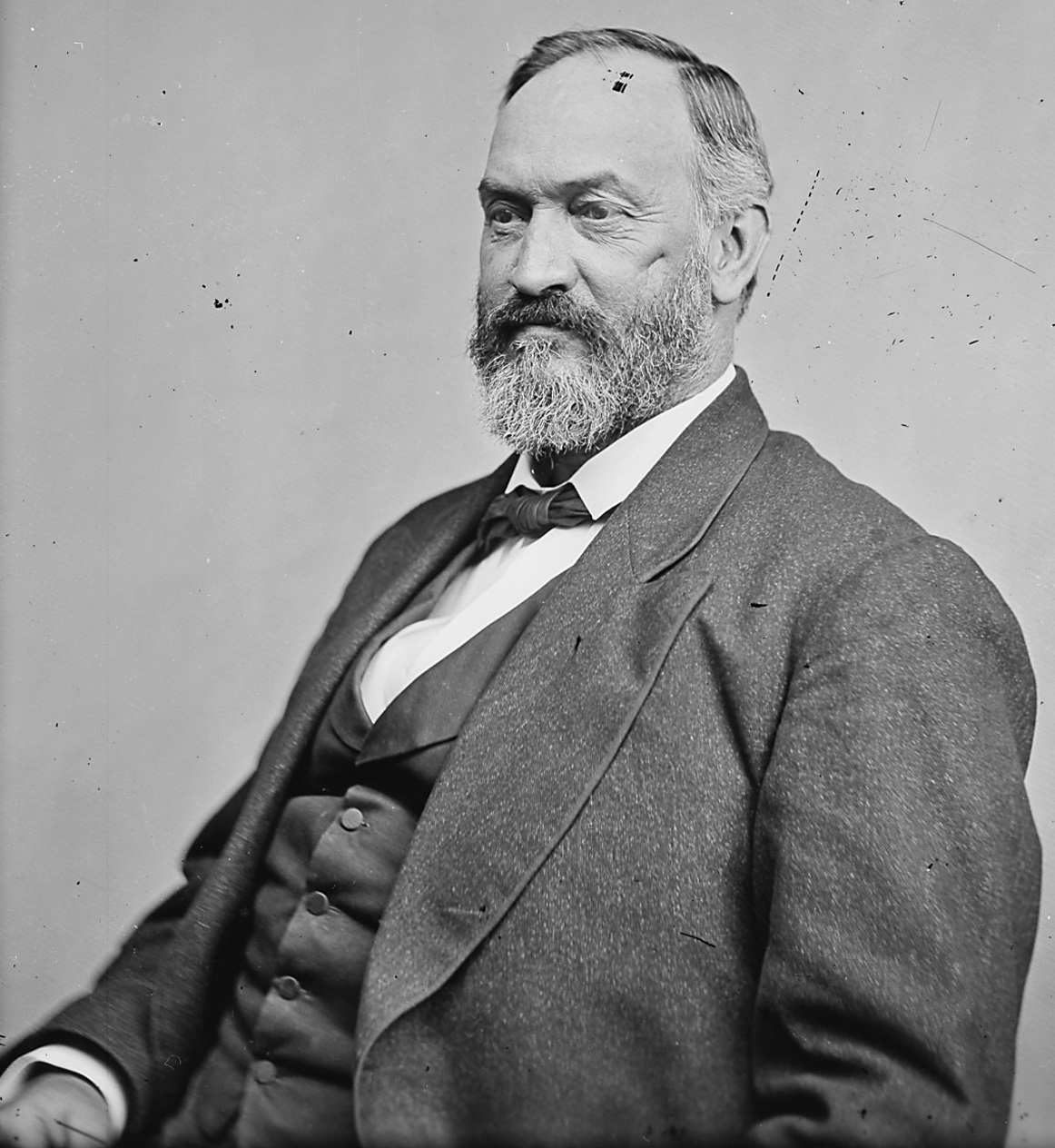
Jacob K. Shafer

Jacob K. Shafer (* 26. Dezember 1823 bei Broadway, Rockingham County, Virginia; † 22. November 1876 in Eureka, Nevada) war ein US-amerikanischer Politiker. Zwischen 1869 und 1871 vertrat er das Idaho-Territorium als Delegierter im US-Repräsentantenhaus.

## Frühe Jahre und Aufstieg
Jacob Shafer besuchte bis 1843 das Washington College in Lexington, aus der später die Washington and Lee University hervorging. Danach studierte er bis 1846 in Staunton Jura. Nach einem Umzug nach Stockton in Kalifornien begann er dort als Rechtsanwalt zu arbeiten. Im Jahr 1850 wurde er Bezirksstaatsanwalt im fünften juristischen Bezirk von Kalifornien. 1852 wurde er Bürgermeister der Stadt Stockton; von 1853 bis 1862 war er Bezirksrichter im San Joaquin County.

## Politische Laufbahn
Im Jahr 1863 zog Jacob Shaver in das Idaho-Territorium. Er war Mitglied der Demokratischen Partei und wurde für diese 1868 als Delegierter in das US-Repräsentantenhaus gewählt, wo er am 4. März 1869 Edward Dexter Holbrook ablöste. Für die Wahlen des Jahres 1870 wurde Shafer von seiner Partei nicht mehr nominiert. Damit konnte er bis zum 3. März 1871 nur eine Legislaturperiode im Kongress absolvieren.
Nach dem Ende seiner politischen Tätigkeit in der Bundeshauptstadt Washington kehrte Shafer ins Idaho-Territorium zurück, wo er wieder als Rechtsanwalt arbeitete. Später verlegte er seinen Wohnsitz nach Eureka in Nevada, wo er im Jahr 1876 auch verstarb.